# シンバッド七回目の航海

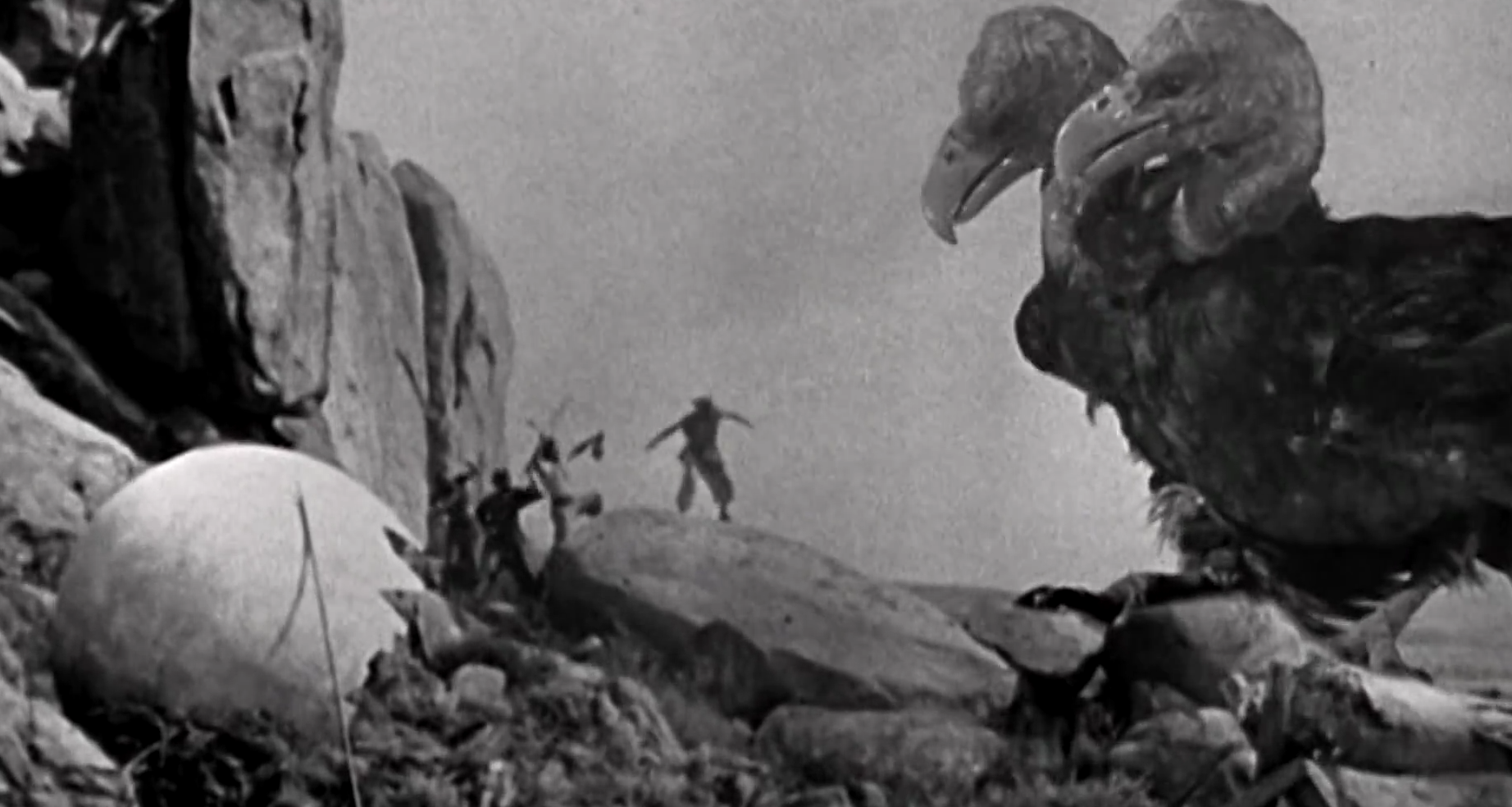
ロック鳥(予告編から)

『シンバッド七回目の航海』（シンバッドななかいめのこうかい、The 7th Voyage of Sinbad）は、1958年のアメリカ合衆国の冒険ファンタジー映画。劇場公開時のタイトルは『シンバッド七回目の航海』であったが、後にソフト化された際に、『シンドバッド7回目の冒険』『シンドバッド7回目の航海』と改題された。シンドバッド三部作の最初の作品で、主役の伝説の船乗りシンバッド（シンドバッド）をカーウィン・マシューズが演じている。製作は、特撮の名匠レイ・ハリーハウゼン。

## ストーリー
バグダッドの王子・シンバッドは、チャンドラ王国との平和条約締結を終え、婚約者であるチャンドラ王国の王女・パリサ姫と共に帰途の航海中だった。食料補給のため、海図にない島へ上陸した一行は、黒魔術師・ソクラが怪物・サイクロプスに追われていたところを救出する。ソクラは、サイクロプスから「魔法のランプ」を盗もうとしていたのだ。バグダッドにて、ソクラは謎の島への再航海をシンバッドに申し入れ、危険性を考えたシンバッドが拒否すると、黒魔術でパリサ姫を小人に変えてしまった。「パリサ姫を元の姿へ戻すためには、島に棲む双頭の巨鷲・ロック鳥の卵の殻が必要だ」とシンバッドを航海へと誘うソクラ。シンバッドは仲間と死刑囚から集めた手下を連れて冒険の旅に出る。途中、死刑囚らの反乱にあうが、なんとか島にたどり着いたシンバッドは、サイクロプスやドラゴン、悪の正体を現したソクラが操る骸骨剣士に阻まれつつも、魔法のランプの助けもあって、ロック鳥の卵の殻でパリサ姫を元の姿に戻す。そして、パリサ姫はランプの精の頼みに従い、ランプをマグマに投げ捨てる。しばらくすると、ランプの精はランプの呪縛を逃れ、シンバッドたちの前に現れる。

## キャスト
| 役名             | 俳優                   | 日本語吹替 | 日本語吹替 |
| 役名             | 俳優                   | テレビ版1  | テレビ版2  |
| ---------------- | ---------------------- | ---------- | ---------- |
| 王子シンバッド   | カーウィン・マシューズ | 中田浩二   | 有川博     |
| パリサ姫         | キャスリン・グラント   | 鈴木弘子   | 高島雅羅   |
| 黒魔術師ソクラ   | トリン・サッチャー     |            | 大塚周夫   |
| カリフ           | アレック・マンゴー     |            | 大木民夫   |
| ランプの精バラニ | リチャード・アイアー   |            | 浪川大輔   |
| サルタン         | ハロルド・カスケット   |            | 加藤正之   |
| ハルファ         | アルフレッド・ブラウン |            | 飯塚昭三   |
| サディ           | ナナ・デ・ヘレラ       |            | 竹口安芸子 |

- テレビ版1：初回放送1971年5月4日 東京12ch『火曜ロードショー』21:00-22:26